# Arrivée d'un train gare de Joinville
Arrivée d'un train gare de Joinville és una pel·lícula muda d'actualitat francesa del 1896 dirigida per Georges Méliès. Va ser llançat per l'empresa Star Film de Méliès i té el número 35 dels seus catàlegs.

## Antecedents
Al començament de la seva carrera cinematogràfica, l'il·lusionista francès Georges Méliès va fer una llarga sèrie de curtmetratges d'actualitat. Aquestes pel·lícules, inspirades en pel·lícules d'actualitat similars dels pioners Germans Lumière, van ser breus incidents de "retal de vida", fets preparant escenes naturalistes per la càmera o filmant esdeveniments del dia. En total, Méliès va filmar 93 pel·lícules, o el 18% de la seva producció sencera, a l'aire lliure com a imatges d'actualitat. Arrival of a Train (Joinville Station), one such actuality, was filmed by Méliès in late July, 1896.

## Sinopsi
Des del mirador de l'andana, un tren arriba a l'estació de Joinville-le-Pont. Atesos pels ferroviaris, diversos viatgers marxen a mesura que en arriben de nous.

## Redescobriment
El 2013, l'animador sud-americà Bernhard Richter i la seva filla Sara Richter van cridar l'atenció sobre un flipbook publicat cap al 1900 per Léon Beaulieu, on es mostrava un tren que arribava a una estació. Beaulieu era un fabricant de flipbooks, o "folioscopis", basats en pel·lícules produïdes entre 1895 i 1898. Bernhard Richter va trobar el flipbook en una llibreria alemanya el 2013, mentre buscava ephemera relacionats a la realització de pel·lícules. Des de la seva investigació inicial, els Richters van suggerir que el flipbook podria ser l'única impressió supervivent d'un dels Les primeres pel·lícules de Georges Méliès, Arrivée d'un train gare de Vincennes, actualment es presumeix perduda.
La identificació inicial dels Richter es va basar en el tipus de tren que es mostra al flipbook, però Sara Richter va assenyalar en una declaració a la revista Variety que no havien trobat proves concloents per enllaçar el flipbook amb Méliès. L'arxiver de l'UCLA Jan-Christopher Horak va assenyalar que, sense més identificació, el flipbook podria mostrar una pel·lícula de Méliès o dels germans Lumière. El conservacionista Serge Bromberg va comentar de la mateixa manera sobre la necessitat de més proves.
La besnéta de Georges Méliès, Pauline Méliès, va assenyalar en un comunicat online que el flipbook pot derivar de Méliès, però, basant-se en l'escrutini de les inscripcions al tren, va nominar una pel·lícula de Méliès una mica posterior, Arrivée d'un train gare de Joinville. El 2020 un estudiós de cinema francès, Thierry Lecointe, va confirmar que el flipbook era de la pel·lícula de Joinville. Va citar proves com la col·locació de les ombres, els mobles de la plataforma mostrats en postals antigues i les visites de primera mà a les estacions, així com una còpia més completa del flipbook trobat per Richter.